# Cucciolandia
Cucciolandia (Littlest Pet Shop) è una serie a cartoni animati prodotta da Sunbow Entertainment. È ispirata al franchising di giocattoli omonimo.

## Trama
La storia, creata per un pubblico di giovanissimi, racconta le avventure di un gruppetto di minuscoli animaletti, che vivono le loro semplici avventure in un negozio di giocattoli di una grande città. Insieme si divertono, giocano e combinano diversi guai, sia nel negozio che durante le loro uscite in città dove hanno modo di interagire con altri piccolissimi cuccioli come loro.

## Personaggi principali
- Golosone, il cane dal buffo cappello
- Elwood
- Stallone, il cavallo
- Jessica, la gatta
- Dehlilah, la coniglietta
- Settevite

## Doppiaggio
| Personaggio | Doppiatore originale | Doppiatore italiano |
| ----------- | -------------------- | ------------------- |
| Elwood      | Ian James Corlett    | Diego Sabre         |
| Jessica     |                      | Lara Parmiani       |
| Stallone    |                      | Patrizio Prata      |
| Golosone    |                      | Giovanni Battezzato |
| Dilaila     | Shirley Milliner     | Graziella Porta     |
| Settevite   |                      | Paola Della Pasqua  |